# Elisabeth Duda
Elisabeth Edwige Duda (ur. 2 grudnia 1978 w Paryżu) – polsko-francuska aktorka, prezenterka telewizyjna i konferansjerka.

## Życiorys
Jest córką Polki i Francuza. Dziadkowie ze strony ojca pochodzą z Makowa Podhalańskiego.
Studiowała stosunki międzynarodowe na jednej z uczelni w Paryżu, jednak przerwała naukę po dwóch latach. Następnie rozpoczęła naukę na Wydziale Aktorskim PWSTviT w Łodzi, którą ukończyła w 2004. Po ukończeniu studiów zaczęła pracować jako konferansjerka w telewizji.
Na ekranie debiutowała w 2001 występem w Urodzinach Ani. Następnie zagrała postać kobiety w futrze w Facetach (2001), Celine Voyage w Agentkach (2008) i Magdy Jańczyk w Biegnij, chłopcze, biegnij (2013). Za rolę w tym ostatnim odebrała Nagrodę Kargowskiego Lwa na III Festiwalu Filmu i Teatru Kozzi Gangsta Festival w Kargowej. Ponadto udziela się w dubbingu; użyczyła głosu nauczycielce języka francuskiego w polskiej wersji językowej filmu Programie ochrony księżniczek (2009), Appoline w filmie Cziłała z Beverly Hills 2 (2011) i Céline Dion w filmie Na tropie Marsupilami (2012).

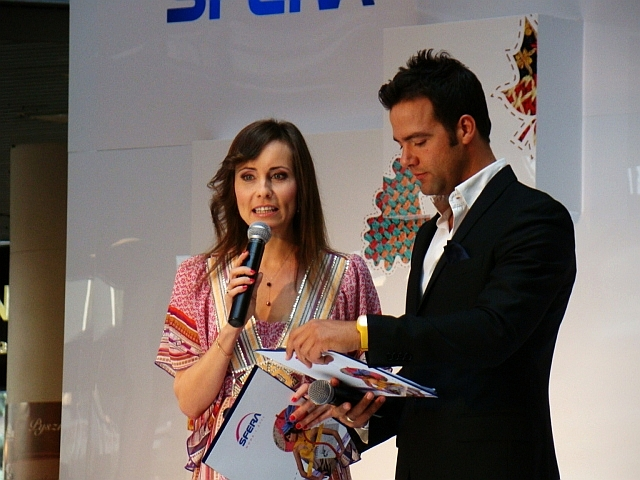
Elisabeth Duda, 2010

Ogólnopolską rozpoznawalność zdobyła dzięki udziałowi w programie TVP2 Europa da się lubić, w którym występowała jako reprezentantka Francji w latach 2003–2008.
Wiosną 2008 uczestniczyła w siódmej edycji programu rozrywkowego TVN Taniec z gwiazdami. Również w 2008 współprowadziła drugi sezon wakacyjnego programu TVN Projekt plaża. W 2009 prowadziła talk-show TVN Warszawa Goście, goście, a w 2013 była gospodynią programu TVP1 Piękniejsza Polska.
W 2010 napisała dwie książki: Mój Paryż i Żożo i Lulu.

## Role filmowe i teatralne
Filmy i seriale:
- 2001: Faceci jako kobieta w futrze
- 2001: Urodziny Ani jako żona
- 2002: Dwie kawy
- 2008: serial Agentki jako Celine Voyage
- 2008: serial Niania jako Jacqueline, miłość Aleksa
- 2010: Celles qui aimaient Richard Wagner (film o Richardzie Wagnerze) jako Cosima Wagner
- 2011: Śladami Marii Skłodowskiej-Curie jako Maria Skłodowska-Curie
- 2013: Biegnij, chłopcze, biegnij jako Magda Jańczyk
- 2016: serial Na dobre i na złe jako Amelia (odc. 628)
- 2016: Dopado jako Flo, żona Aleksa
- 2016: I will crush you and go to hell jako Meredith
- 2016: serial Mongeville jako Bénédicte Fischer
- 2017: Coexister jako dziennikarka
- 2019: serial Les Sauvages jako dziennikarka
- 2019: Yuraq jako Zofia
- 2021: Czarna Owca jako Kaśka
- 2022: serial Mecenas Porada jako kierowniczka ośrodka opieki (odc. 17)
- 2024: serial Kiedy ślub? jako pośredniczka nieruchomości (odc. 3)
- 2024: serial Komisarz Alex jako Marzena Karpińska, opiekunka Wojciecha Maja
- 2024: serial Zdrada jako Nina (odc. 1, 2, 3, 4, 7, 11, 12)

Teatr:
- 2003: Tajemna ekstaza jako Marion, PWSFTViT, Łódź
- 2004: Géza dzieciak jako Vizike, PWSFTViT, Łódź
- 2004: Powłoki, PWSFTViT, Łódź
- 2006: Bezład jako dziennikarka TV, spektakl telewizyjny
- 2006: Więź jako więźniarka, spektakl telewizyjny
- 2013: Bezdech jako Eli, Teatr Telewizji

Polski dubbing:
- 2018: Dilili in Paris(inne języki) 4 postaci: Marie Curie, Gertrude Stein, księżna Greffülhe i Madeleine Lemaire
- 2024: Siła oporu jako celniczka

## Publikacje
- W 60 minut dookoła Polski – pod red. Krystyny Wałajtis Łonisk; Wydawnictwo Media Corporation, 2006, ISBN 83-915899-2-7: dołączony film DVD z podróży Elisabeth Dudy i Steve'a Terretta po Polsce.
- Europa w kuchni – pod red. Joanny Pawełczak; Wydawnictwo Otwarte, 2007, ISBN 978-83-7515-045-2

Książka kucharska z przepisami gwiazd programu Europa da się lubić: Paola Cozzy, Elisabeth Dudy, Theofilosa Vafidisa, Conrada Morena, Walentyny Jałochy i Kevina Aistona
- Mój Paryż; Wydawnictwo Pascal, 2010, ISBN 978-83-7513-752-1
- Żożo i Lulu; Wydawnictwo Dookoła Świata, 2010, ISBN 978-83-62754-00-7
- Czesław Miłosz – 20 wierszy, Wydawnictwo Austeria, 2024, ISBN 978-83-7866-793-3 – wykonanie

## Nagrody i wyróżnienia
- 2004 – Nagroda za rolę Vizike w Géza-dzieciak na 44. Festiwalu Teatru w Kaliszu oraz na XXII Festiwalu Szkól Teatralnych w Łodzi[potrzebny przypis]
- 2004 – wyróżnienie Ministerstwa Kultury[potrzebny przypis]
- 2005 – nagroda „Piękniejsza Polska” od Ministra Kultury za film dokumentalny: W 60 minut dookoła Polski[potrzebny przypis]
- 2008 – Nagroda francuskiego Senatu za francuską obecność w Polsce[potrzebny przypis]
- 2014 – Nagroda Kargowskiego Lwa na III Festiwalu Filmu i Teatru Kozzi Gangsta Festival w Kargowej za rolę w filmie Biegnij chłopcze, biegnij[potrzebny przypis]
- 2022 – Wybitna Polka 2022 w dziedzinie kultura[potrzebny przypis]
- 2023 – Order Sztuki i Literatury III klasy[6]